# Kanon FM 98,6
Kanon FM 98,6 är en närradiostation i centrala Kalmar som drivs av Kalmar Musikradioförening. Radiostationen spelar i huvudsak pop- och rockmusik från 1960-talet till i dag. Specialprogram med blues sänds också.
Kalmar musikradioförening startades 2002  Den 28 december samma år sändes den första sändningen.

## Programledare
Programledare som hörs på radion:
Lennart Marmelid - Lennart Sundqvist - Lennart Palm - Curt Petterson - Hans-Erik Johansson - Jonas Hermansson  - Mats Fredsson - Matilda Cristiansson - Michael Andersson